# Вальтер Вельтроні
Вальтер Вельтроні (іноді Велтроні; італ. Walter Veltroni; нар. 3 липня 1955, Рим) — італійський політик, віце-прем'єр і міністр культури в уряді Романо Проді в 1996–1998, мер Риму в 2001–2008, лідер партії «Ліві демократи» в 1998—2001 і Демократичної партії в 2007–2009.

## Біографія
Народився в сім'ї менеджера RAI і дочки югославського представника в Ватикані Кирила Котника, словенця за національністю. У 15 років вступив до молодіжної асоціації комуністів, в 1976 обраний радником мерії Риму від Італійської комуністичної партії.
У 1987 обраний до Палати депутатів Італії.
У 1988 став членом національного секретаріату ІКП.
У 1992-1996 був головним редактором газети Уніта — друкованого органу що припинила існування в 1991 Італійської комуністичної партії, а потім Партії демократичних лівих сил.
У 1998-2001 обіймав посаду керівника партії «Ліві демократи»; пішов у відставку після обрання мером Риму. На цій посаді Вельтроні користувався значною підтримкою містян.
У 2007 обраний першим головою нової лівоцентристської Демократичної партії, а в лютому 2008 пішов у відставку з поста мера міста, щоб сконцентруватися на підготовці до парламентських виборів, на яких, однак, перемогли правоцентристи Сільвіо Берлусконі. На виборах в основі програми Вельтроні були активізація соціальної політики та політична реформа, покликана стабілізувати політичне життя «Час ідолів у політиці пройшов!».
У лютому 2009 оголосив про відхід з поста лідера партії.
Вельтроні є автором близько двох десятків книг на різну тематику.